# Psilopogon lineatus
El barbudo listado o barbudo lineado (Psilopogon lineatus) es una especie de ave piciforme de la familia Megalaimidae que habita en el norte del subcontinente indio y el sudeste asiático. Al igual que otros miembros de su familia es frugívoro. Anida dentro de agujeros perforados en los troncos de los árboles.
Su población no ha sido cuantificada, aunque se considera muy común sin evidencias de tendencias de crecimiento o declive.

## Galería

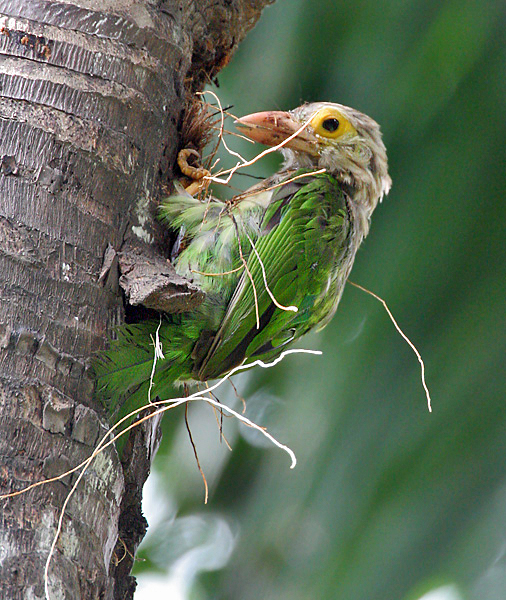
Preparando un nido en el agujero de un árbol en  Calcuta, Bengala Occidental, India.
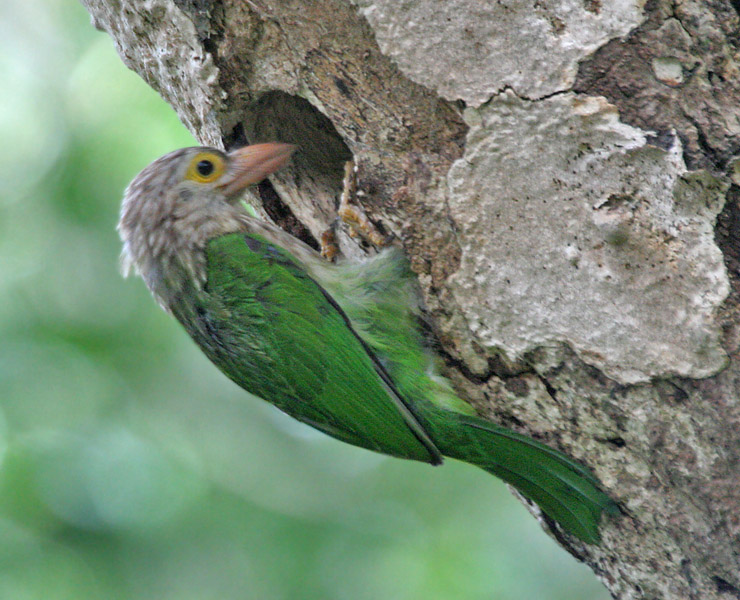
En un nido en Narendrapur, cerca de   Calcuta, Bengala Occidental, India.
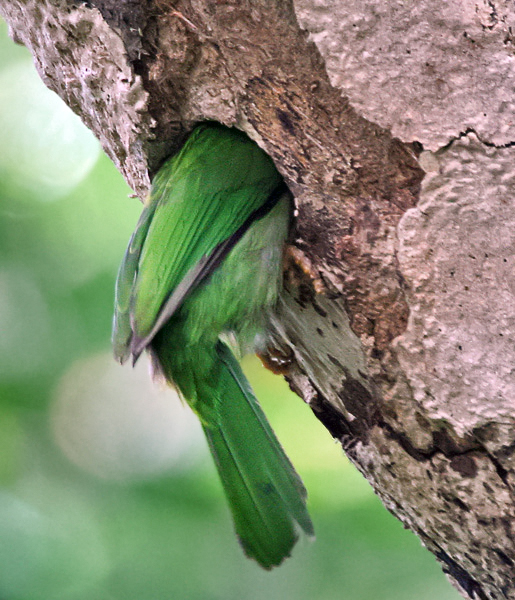
En un nido en Narendrapur, cerca de  Calcuta, Bengala Occidental, India.
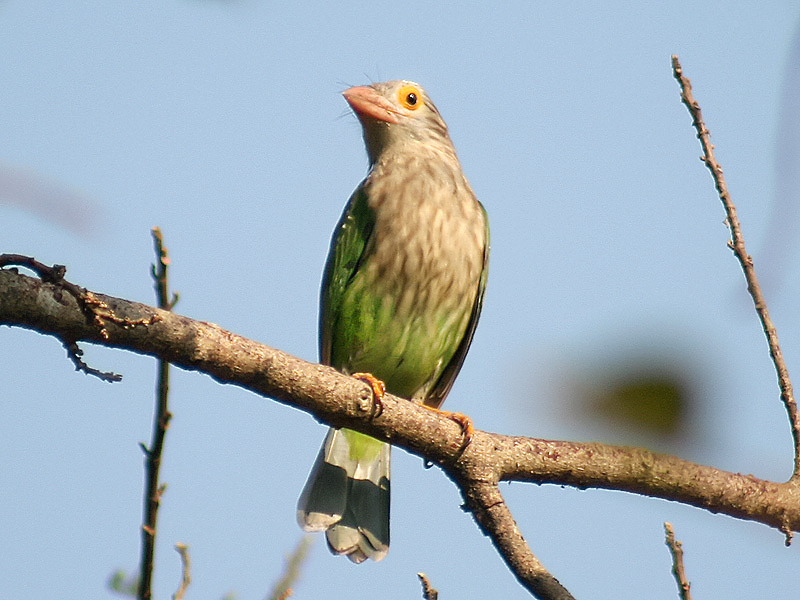
En  Calcuta, Bengala Occidental, India.
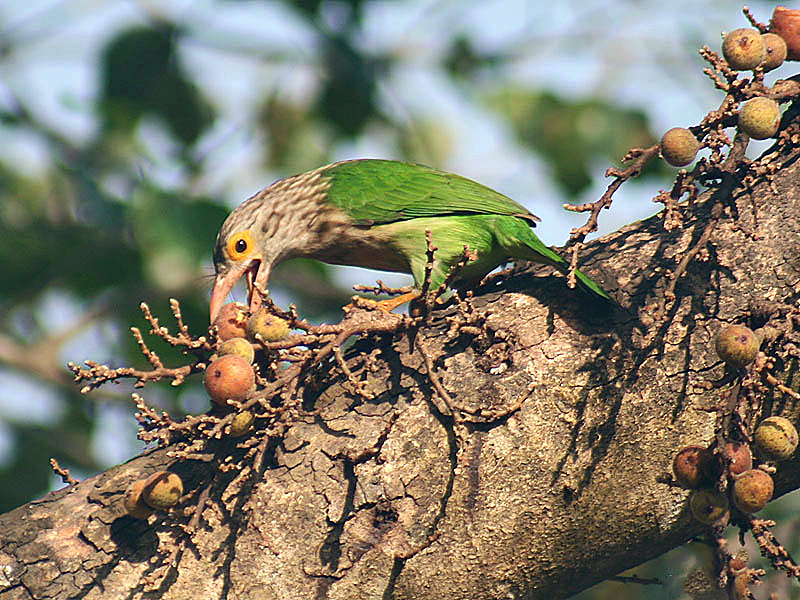
Comiendo higos (Ficus racemosa) en  Calcuta, Bengala Occidental, India.
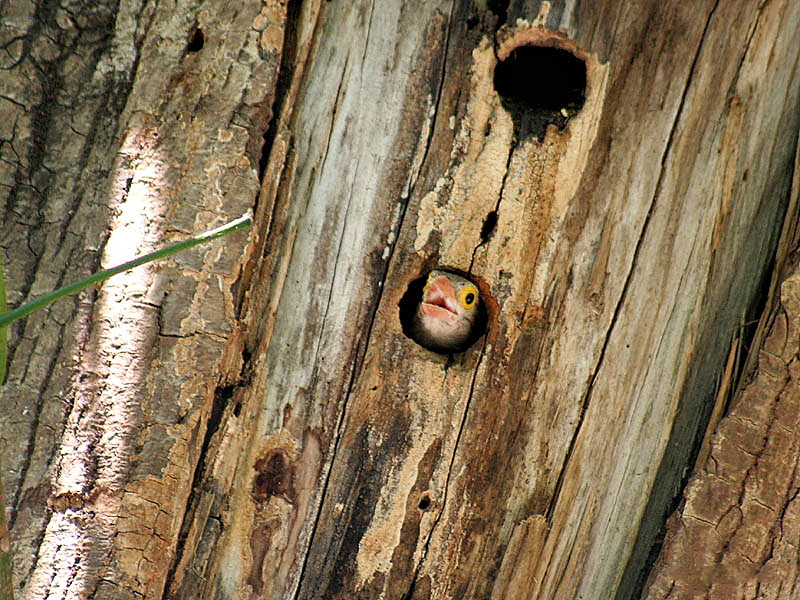
Observando desde su nido  Calcuta, Bengala Occidental, India.
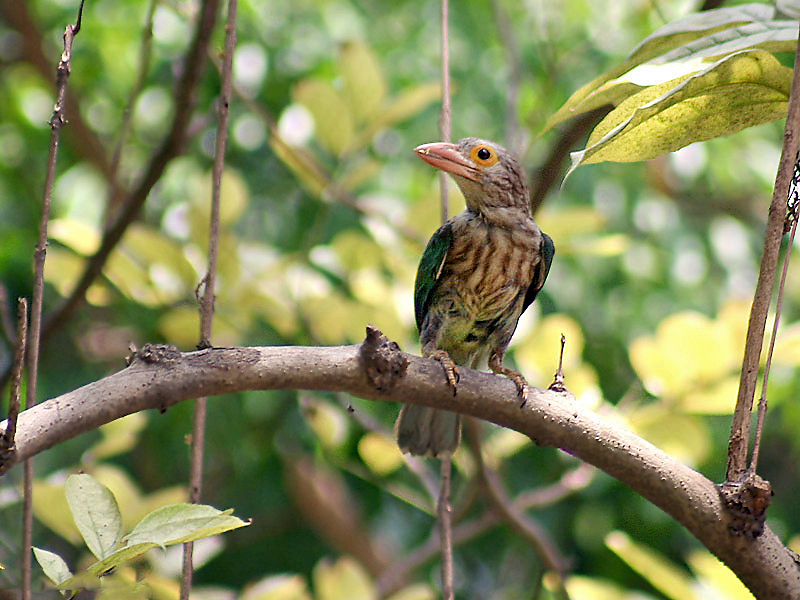
Alimentando a sus crías, Calcuta, Bengala Occidental, India.
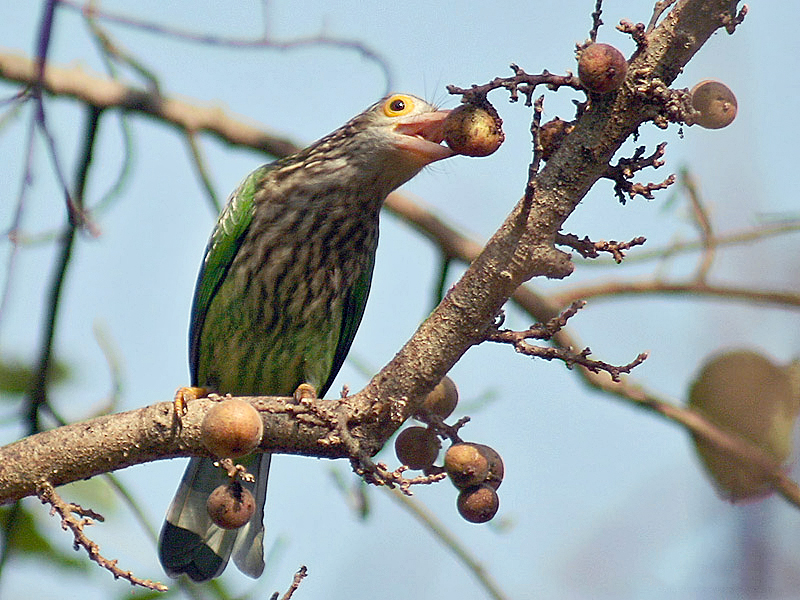
Comiendo higos (Ficus racemosa) en Calcuta, Bengala Occidental, India.
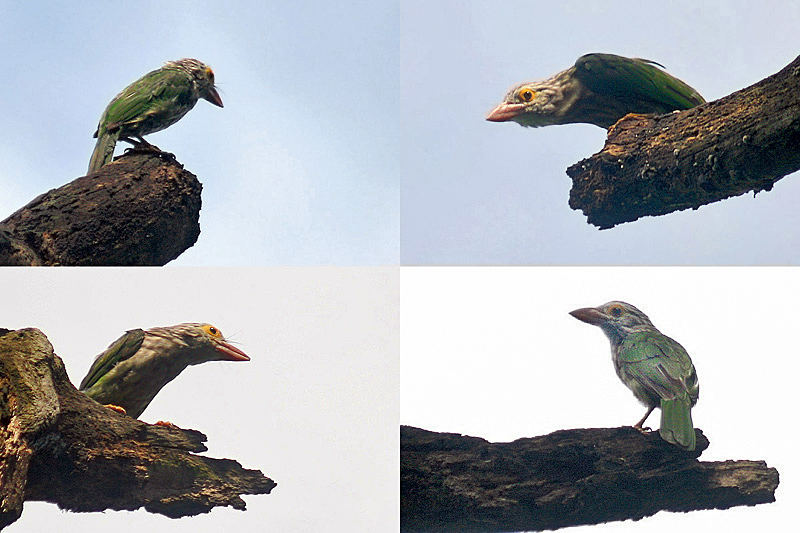
En diferentes posaderos en Calcuta, Bengala Occidental, India.